# Кашхатау ГЕС
Кашхатау ГЕС — гідроелектростанція у Кабардино-Балкарії. Знаходячись перед Аушигерською ГЕС, становить верхній ступінь каскаду на річці Черек, правій притоці Баксана, який в свою чергу є правою притокою Малки (головна ліва притока Тереку).
В межах проекту річку перекрили насипною греблею висотою 37 метрів та довжиною 398 метрів, яка утримує водосховище з площею поверхні 0,44 км2 та об’ємом 6,9 млн м3 (корисний об’єм 0,9 млн м3), в якому припустиме коливання рівня у операційному режимі між позначками 736,5 та 738 метрів НРМ (під час повені – до 739 метрів НРМ).  
Зі сховища під правобережним гірським масивом прокладено дериваційну трасу, яка включає канал довжиною 2,2 км з шириною по дну 7 метрів та тунель довжиною 4,2 км (дві секції – кругла діаметром 5,6 метра та підковоподібна висотою 5,4 метра при ширині 5,1 метра). Тунель завершується у верхньому балнсувальному резервуарі об’ємом 1 млн м3 (корисний об’єм 0,9 млн м3), з якого починається напірний водовід довжиною 1 км (в тому числі напірна шахта висотою 65 метрів) з діаметром 4,4 метра. В системі також працює вирівнювальний резервуар висотою 40 метрів з діаметром 15 метрів.
Машинний зал обладнали трьома турібнами типу Френсіс потужністю по 21,7 МВт. Вони використовують напір у 94 метра та забезпечують виробництво 241 млн кВт-год електроенергії на рік.
Відпрацьована вода потрапляє у відвідний канал довжиною 0,45 км, який приєднується до дериваційної системи наступної станції каскаду.
Видача продукції відбувається по ЛЕП, розрахованій на роботу під напругою 110 кВ.